# Héctor Verdés
Héctor Verdés Ortega (ur. 24 czerwca 1984 w Villar del Arzobispo) – hiszpański piłkarz występujący na pozycji obrońcy w Rayo Majadahonda.